# Wellston (Oklahoma)
Wellston es un pueblo ubicado en el condado de Lincoln en el estado estadounidense de Oklahoma. En el año 2010 tenía una población de 788 habitantes y una densidad poblacional de 225,14 personas por km².

## Geografía
Wellston se encuentra ubicado en las coordenadas 35°41′27″N 97°3′47″O / 35.69083, -97.06306 (35.690863, -97.063185).

## Demografía
Según la Oficina del Censo en 2000 los ingresos medios por hogar en la localidad eran de $28,553 y los ingresos medios por familia eran $33,906. Los hombres tenían unos ingresos medios de $24,911 frente a los $20,000 para las mujeres. La renta per cápita para la localidad era de $14,052. Alrededor del 13.7% de la población estaban por debajo del umbral de pobreza.

## Hijos ilustres
- Norma Jean (cantante)